# Drums and Wires
Drums and Wires è il terzo album degli XTC pubblicato dalla Virgin nel 1979.

## Il disco
Terzo disco della band di Swindon, pubblicato il 17 agosto 1979. Raggiunge il 34º posto nelle classifiche inglesi e il 176° in quelle statunitensi (Billboard album charts).

Registrato tra giugno e luglio 1979 negli studi Town House di Londra con il produttore Steve Lillywhite e l'ingegnere del suono Hugh Padgham.

Le prime 20 000 copie in Gran Bretagna contengono gratuitamente il vinile in 7" a 45 giri Chain of Command e un inserto con i testi di tutte le canzoni del disco e dei due dischi precedenti. Altre edizioni contengono un inserto simile a quello inglese, altre un inserto con i testi del solo album in questione, altre nessun inserto. Nell'inserto inglese per errore il brano Complicated Game è accreditato a Colin Moulding.

Le prime 15 000 copie negli Stati Uniti contengono gratuitamente il vinile in 7" a 33 giri Limelight.
Esistono cinque versioni diverse del vinile e quattro della versione in CD, laddove cambia sia il numero di brani sia la loro sequenza. Nel 2001 il CD è rimasterizzato a 24 bit con gli stessi brani ma con un differente ordine di esecuzione (i brani aggiuntivi sono spostati alla fine del CD rispetto alla sequenza della prima versione inglese in vinile).

## Curiosità
Titoli alternativi per il disco sono stati Boom Da Da Boom e Third Story.

Brani scritti, provati e/o registrati durante questo periodo sono:
Beautiful People di Moulding (mai pubblicata);
Bushman President (Homo Safari No.2) di Partridge (lato B del singolo: Making Plans for Nigel;
Chain of Command di Partridge (pubblicata sul singolo in omaggio a Drums and Wires e in seguito su CD);
Cheap Perfume di Moulding (mai pubblicata, in seguito registrata durante le sedute per the Colonel);
I Feel Blue di Moulding (mai pubblicata, in seguito registrata durante le sedute per the Colonel e pubblicata come lato B col titolo di I Need Protection;
Leisure di Partridge (solo il testo, in seguito registrata per English Settlement);
Limelight di Moulding (lato B di Chain of Command);
Love in a Message di Moulding (mai completata e mai pubblicata);
Primitive Now (mai pubblicata, in seguito evoluta in It's Nearly Africa e pubblicata su English Settlement);
Pulsing Pulsing (lato B di Making Plans for Nigel);
Someone's Been in My Room di Moulding (mai pubblicata).
Durante le sedute di registrazione di questo disco sono anche state registrate molte versioni di Making Plans for Nigel.

## Formazione
- Andy Partridge - chitarra, voce e sintetizzatore
- Colin Moulding - basso e voce
- Dave Gregory - chitarra, tastiere e cori
- Terry Chambers - batteria, percussioni e cori

### Altri musicisti
- Dick Cuthell - tromba in That Is the Way
- Andy Partridge, Colin Moulding, Dave Gregory, Terry Chambers, Steve Warren, Hugh Padgham, Al Clark, Jumbo Van Reinen - Vernon Yard Male Voice Choir in Roads Girdle the Globe

## Tracce
Lato A
1. Making Plans for Nigel (Colin Moulding) – 4:13
2. Helicopter (Andy Partridge) – 3:54
3. Day In Day Out (Moulding) – 3:05
4. When You're Near Me I Have Difficulty (Partridge) – 3:20
5. Ten Feet Tall (Moulding) – 3:12
6. Roads Girdle the Globe (Partridge) – 5:11

Lato B
1. Real by Reel (Partridge) – 3:46
2. Millions (Partridge) – 5:37
3. That Is the Way (Moulding) – 2:56
4. Outside World (Partridge) – 2:40
5. Scissor Man (Partridge) – 3:59
6. Complicated Game (Partridge) – 4:53

CD bonus tracks
1. Life Begins at the Hop (Moulding) – 3:46
2. Limelight (Moulding) – 2:25
3. Chain of Command (Partridge) – 2:33